# Premium Rush
Pour plus de détails, voir Fiche technique et Distribution.
Premium Rush ou Course express au Québec est un thriller américain écrit et réalisé par David Koepp, sorti en 2012.

## Synopsis
À Manhattan, Wilee, un coursier à vélo est pris en chasse par un individu qui tente d'intercepter un courrier urgent.

## Fiche technique
- Titre original et français : Premium Rush
- Titre québécois : Course express
- Titre français pour la sortie vidéo : Course contre la mort[1]
- Réalisation : David Koepp
- Scénario : David Koepp
John Kamps
- Direction artistique : Thérèse DePrez
- Décors : George DeTitta Jr.
- Costumes : Luca Mosca
- Photographie : Mitchell Amundsen
- Montage : Derek Ambrosi et Jill Savitt
- Musique : David Sardy et The Who (Baba O'Riley) pour les génériques de début et de fin
- Production : Gavin Polone
- Sociétés de production : Pariah
- Sociétés de distribution :

 États-Unis : Columbia Pictures
 France : Sony Pictures Releasing France
- Pays d’origine :  États-Unis
- Langue originale : anglais
- Format : couleur - 35 mm - 2,35:1 - son Dolby Digital
- Genre : thriller, policier
- Durée : 91 minutes
- Dates de sortie[2] :
 États-Unis : 24 août 2012[3]
 France : 5 septembre 2012

## Distribution

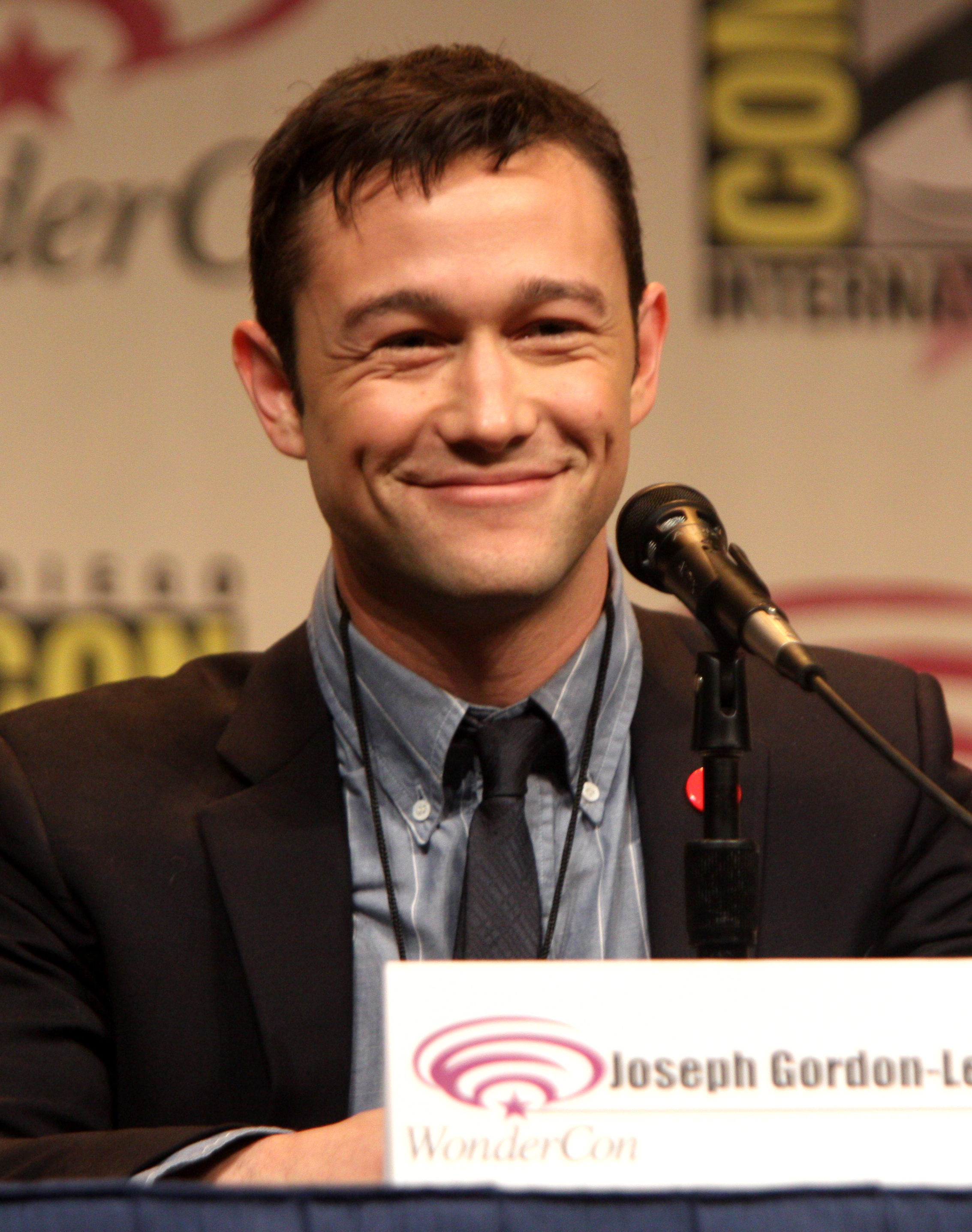
L'acteur principal Joseph Gordon-Levitt au WonderCon à Anaheim (Californie) en mars 2012.

- Joseph Gordon-Levitt (VF : Alexis Victor ; VQ : Hugolin Chevrette-Landesque) : Wilee
- Michael Shannon (VF : David Krüger ; VQ : Louis-Philippe Dandenault) : Bobby
- Jamie Chung (VF : Geneviève Doang ; VQ : Ariane-Li Simard-Côté) : Nima
- Dania Ramirez (VF : Céline Ronté ; VQ : Geneviève Déry) : Vanessa
- Wolé Parks (V. F. : Jean-Baptiste Anoumon ; VQ : Gabriel Lessard) : Manny
- Aasif Mandvi (V. F. : Sébastien Desjours ; VQ : Yves Soutière) : Raj
- Anthony Chisholm (VQ : Jacques Lavallée) : Tito
- Christopher Place (VQ : Philippe Martin (acteur)) : le flic à vélo
- Nick Damici : un officier de police
- Aaron Tveit : Kyle

Sources et légendes : Version française (V. F.) sur RS Doublage et AlloDoublage ; Version québécoise (V. Q.) sur Doublage.qc.ca

## Production

### Tournage
Le tournage s'est déroulé entre juillet et août 2010 à New York.
Durant le tournage d'une scène à vélo, Joseph Gordon-Levitt n'a pas pu s'arrêter à temps et a fini sa course dans la vitre arrière d'un taxi new-yorkais. Il est alors blessé au bras et s'en sort avec 31 points de suture. L'acteur n'a cependant pas réalisé lui-même toutes les cascades. Le trialiste VTT professionnel britannique Danny MacAskill a beaucoup participé au film.

## Autour du film

### Accusation de plagiat
Alors que le film était en postproduction, l'auteur américain Joe Quirk intente un procès à Sony Pictures pour plagiat de son roman, The Ultimate Rush, publié en 1999. Selon lui, de nombreux éléments de Premium Rush sont ressemblants : l'intrigue globale, les noms de personnages et même certaines scènes. En avril 2013, la procédure est remportée par Sony.